# Герб Подосиновского района
Герб муниципального образования «Подосиновский район» — опознавательно-правовой знак, составленный и употребляемый в соответствии с правилами геральдики, служащий символом муниципального района «Подосиновский район» Кировской области Российской Федерации.

## Описание герба
Описание герба:
В лазоревом поле под стенозубчатой главой — ладья под парусом и вымпелом, с пятью вёслами, все фигуры серебряные.

## Обоснование символики
Обоснование символики:
Герб языком символов и аллегорий отражает исторические и природные особенности района. Главная фигура герба — ладья символизирует освоение Подосиновской земли водным путём: по водной артерии района реке Юг проходил знаменитый северный путь между реками бассейнов Северного Ледовитого океана и Каспийского моря.
Композиция герба аллегорически указывает на название района: ладья расположена под геральдической фигурой — стенозубчатой главой, символизирующей первоначальное поселение — крепостцу Осиновец.
Голубое поле герба подчёркивает важность водных ресурсов, как в историческом развитии района, так и для его современных жителей. В геральдике голубой цвет символизирует честь, благородство, духовность.
Серебро в геральдике — символ чистоты, искренности, совершенства, мира и взаимопонимания.

## История создания
- 10 августа 2008 — герб района утверждён решением Подосиновской районной Думы[1].

В авторскую группу по разработке герба входили: идея герба — Олег Симонов (Подосиновец), геральдическая доработка — Константин Моченов (Химки), обоснование символики — Кирилл Переходенко (Конаково), компьютерный дизайн — Галина Русанова (Москва).
- Герб Подосиновского района включён в Государственный геральдический регистр Российской Федерации под № 1958[2].